# Lista över Frankrikes presidenter
Lista över Frankrikes presidenter omfattar de personer, som har varit Frankrikes statschefer sedan 1870, för det mesta med titeln president. Detta år avsattes den siste franske kejsaren Napoleon III under det fransk-tyska kriget (1870–1871). Under det år som följde efter hans avsättning styrdes Frankrike av provisoriska regeringar, innan Adolphe Tiers 1871 blev den förste presidenten under den tredje franska republiken. Denna republik varade fram till 1940, då Nazityskland ockuperade större delen av Frankrike och marskalken Philippe Pétain ledde den kvarvarande fria delen (Vichyregimen), dock inte med titeln president. Mellan 1940 och 1947 var det franska presidentämbetet avskaffat och ledarna hade andra titlar. 1942 ockuperade tyskarna även Vichyfrankrike och hela Frankrike var i tyska händer till 1944. 
Åren 1944–1947 styrdes Frankrike på nytt av provisoriska regeringar, innan republiken återupprättades och Vincent Auriol 1947 kunde tillträda som den förste presidenten i den fjärde franska republiken. Generalen Charles de Gaulle, som under andra världskriget hade varit ledare för de fria franska styrkorna och 1944–1946 provisorisk statschef, lät 1958 införa en ny konstitution, vilket innebar, att fjärde republiken avskaffades och femte republiken infördes. Sedan de Gaulle blev president (1959) har samtliga presidenter suttit på posten under denna konstitution. 
Nuvarande president är Emmanuel Macron som tillträdde 2017.

## Tredje republiken (1870–1940)
| Namn                      | Namn                       | Bild         | Födelse                                        | Tillträde                                                  | Frånträde                                                                | Död                                                                      | Politisk tillhörighet                              | Källor |
| ------------------------- | -------------------------- | ------------ | ---------------------------------------------- | ---------------------------------------------------------- | ------------------------------------------------------------------------ | ------------------------------------------------------------------------ | -------------------------------------------------- | ------ |
|                           | Louis Jules Trochu         |              | 12 mars 1815 på Belle-Île-en-Mer               | President i Nationella försvarsregeringen 4 september 1870 | 13 februari 1871 avgick vid vapenstilleståndet med Preussen              | 7 oktober 1896 i Tours                                                   | Opolitisk                                          |        |
|                           | Adolphe Thiers             |              | 16 april 1797 i Marseille                      | Chef för verkställande makten 17 februari 1871             | 30 augusti 1871                                                          | 3 september 1877 i Saint-Germain-en-Laye                                 | Opportunistisk republikan                          | [ 1 ]  |
| President 31 augusti 1871 | Adolphe Thiers             | 24 maj 1873  | 16 april 1797 i Marseille                      |                                                            |                                                                          | 3 september 1877 i Saint-Germain-en-Laye                                 | Opportunistisk republikan                          | [ 1 ]  |
|                           | Patrice de Mac-Mahon       |              | 13 juni 1808 på slottet Sully i Saône-et-Loire | 24 maj 1873                                                | 30 januari 1879                                                          | 17 oktober 1893 i Montcresson                                            | Legitimist                                         | [ 1 ]  |
|                           | Jules Dufaure              |              | 4 december 1798 i Saujon                       | 30 januari 1879                                            | 30 januari 1879                                                          | 28 juni 1881 i Rueil-Malmaison                                           | Opolitisk                                          |        |
|                           | Jules Grévy                |              | 15 augusti 1807 i Mont-sous-Vaudrey            | 30 januari 1879                                            | 2 december 1887                                                          | 9 september 1891 i Mont-sous-Vaudrey                                     | Opportunistisk republikan                          | [ 1 ]  |
|                           | Maurice Rouvier            |              | 17 april 1842 i Aix-en-Provence                | 2 december 1887                                            | 3 december 1887                                                          | 7 juni 1911 i Neuilly-sur-Seine                                          | Opolitisk                                          |        |
|                           | Marie François Sadi Carnot |              | 11 augusti 1837 i Limoges                      | 3 december 1887                                            | 25 juni 1894 i Lyon (mördad)                                             | 25 juni 1894 i Lyon (mördad)                                             | Opportunistisk republikan                          | [ 1 ]  |
|                           | Charles Dupuy              |              | 5 november 1851 i Le Puy-en-Velay              | 25 juni 1894                                               | 27 juni 1894                                                             |                                                                          | Opolitisk                                          |        |
|                           | Jean Casimir-Perier        |              | 8 november 1847 i Paris                        | 27 juni 1894                                               | 16 januari 1895                                                          | 11 mars 1907 i Paris                                                     | Opportunistisk republikan                          | [ 1 ]  |
|                           | Charles Dupuy              |              |                                                | 16 januari 1895                                            | 17 januari 1895                                                          |                                                                          | Opolitisk                                          |        |
|                           | Félix Faure                |              | 30 januari 1841 i Paris                        | 17 januari 1895                                            | 16 februari 1899 i Paris av apoplexi (dog i tjänst av naturliga orsaker) | 16 februari 1899 i Paris av apoplexi (dog i tjänst av naturliga orsaker) | Opportunistisk republikan                          | [ 1 ]  |
|                           | Charles Dupuy              |              |                                                | 16 februari 1899                                           | 18 februari 1899                                                         | 23 juli 1923 i Ille-sur-Têt                                              | Opolitisk                                          |        |
|                           | Émile Loubet               |              | 31 december 1838 i Marsanne                    | 18 februari 1899                                           | 18 februari 1906                                                         | 20 december 1929 i Montélimar                                            | Demokratiska alliansen (opportunistisk republikan) | [ 1 ]  |
|                           | Armand Fallières           |              | 6 november 1841 i Mézin                        | 18 februari 1906                                           | 18 februari 1913                                                         | 22 juni 1931 i Lannes                                                    | Demokratiska alliansen (opportunistisk republikan) | [ 1 ]  |
|                           | Raymond Poincaré           |              | 20 augusti 1860 i Bar-le-Duc                   | 18 februari 1913                                           | 18 februari 1920                                                         | 15 oktober 1934 i Paris                                                  | Demokratiska alliansen                             | [ 1 ]  |
|                           | Paul Deschanel             |              | 13 februari 1855 i Schaerbeek i Belgien        | 18 februari 1920                                           | 21 september 1920                                                        | 28 april 1922 i Paris                                                    | Demokratiska alliansen                             | [ 1 ]  |
|                           | Alexandre Millerand        |              | 10 februari 1859 i Paris                       | 21 september 1920                                          | 23 september 1924                                                        | 7 april 1943 i Versailles                                                | Oberoende                                          | [ 1 ]  |
| 23 september 1920         | Alexandre Millerand        | 11 juni 1924 | 10 februari 1859 i Paris                       |                                                            |                                                                          | 7 april 1943 i Versailles                                                | Oberoende                                          | [ 1 ]  |
|                           | Frédéric François-Marsal   |              | 16 mars 1874 i Paris                           | 11 juni 1924                                               | 13 juni 1924                                                             | 20 maj 1958 i Gisors                                                     | Opolitisk                                          |        |
|                           | Gaston Doumergue           |              | 1 augusti 1863 i Aigues-Vives                  | 13 juni 1924                                               | 13 juni 1931                                                             | 18 juni 1937 i Aigues-Vives                                              | Radikala partiet                                   | [ 1 ]  |
|                           | Paul Doumer                |              | 22 mars 1857 i Aurillac                        | 13 juni 1931                                               | 7 maj 1932 i Paris (mördad)                                              | 7 maj 1932 i Paris (mördad)                                              | Radikala partiet                                   | [ 1 ]  |
|                           | André Tardieu              |              | 22 september 1876 i Paris                      | 7 maj 1932                                                 | 10 maj 1932                                                              | 15 september 1945 i Menton                                               | Opolitisk                                          |        |
|                           | Albert Lebrun              |              | 29 augusti 1871 i Mercy-le-Haut                | 10 maj 1932                                                | 11 juli 1940                                                             | 6 mars 1950 i Paris                                                      | Demokratiska alliansen                             | [ 1 ]  |
| Namn                      | Namn                       | Bild         | Födelse                                        | Tillträde                                                  | Frånträde                                                                | Död                                                                      | Politisk tillhörighet                              | Källor |

## Andra världskriget och den provisoriska regeringen (1940–1947)
1939 utbröt andra världskriget och Frankrike hamnade i krig med Tyskland. I maj och juni 1940 invaderades Frankrike av Tyskland, som ockuperade norra och västra delen av landet. Den sydöstra delen kom att styras från Vichy (den så kallade Vichyregimen, ledd av Philippe Pétain). Eftersom denna regering samarbetade med tyskarna erkändes den dock inte av Storbritannien. Den erkändes dock av USA och Sovjetunionen. Charles de Gaulle flydde till London som "ledare för de fria franska styrkorna". I och med Lebruns avgång upphörde också presidentämbetet. 1942 ockuperade tyskarna även Vichyfrankrike, även om Pétain formellt kvarstod som dess statschef till 1944. Samma år började de allierade befria Frankrike från den tyska ockupationen och en ny, provisorisk regering tillträdde. Denna leddes av en ordförande, som fungerade som Frankrikes statschef, men formellt inte hade titeln president. Först 1947 återupprättades det franska presidentämbetet och den fjärde republiken grundades.
| Namn | Namn              | Bild | Födelse                          | Tillträde                                                   | Frånträde                                                                               | Död                               | Politisk tillhörighet | Källor |
| ---- | ----------------- | ---- | -------------------------------- | ----------------------------------------------------------- | --------------------------------------------------------------------------------------- | --------------------------------- | --------------------- | ------ |
|      | Charles de Gaulle |      | 22 november 1890 i Lille         | Ledare för de fria franska styrkorna 18 juni 1940           | 3 juli 1944                                                                             |                                   | Opolitisk             |        |
|      | Philippe Pétain   |      | 24 april 1856 i Cauchy-à-la-Tour | Frankrikes statschef 11 juli 1940                           | 20 augusti 1944 då han erkände de Gaulle som ordförande för den provisoriska regeringen | 23 juli 1951 på Île d'Yeu         | Opolitisk             |        |
|      | Charles de Gaulle |      |                                  | Ordförande för den provisoriska regeringen 20 augusti 1944  | 26 januari 1946                                                                         |                                   | Opolitisk             |        |
|      | Félix Gouin       |      | 4 oktober 1884 i Peypin          | Ordförande för den provisoriska regeringen 26 januari 1946  | 24 juni 1946                                                                            | 25 oktober 1977 i Nice            | Opolitisk             |        |
|      | Georges Bidault   |      | 5 oktober 1899 i Moulins         | Ordförande för den provisoriska regeringen 24 juni 1946     | 28 november 1946                                                                        | 27 januari 1983 i Cambo-les-Bains | Opolitisk             |        |
|      | Vincent Auriol    |      | 27 augusti 1884 i Revel          | Ordförande för den provisoriska regeringen 28 november 1946 | 16 december 1946                                                                        |                                   | Opolitisk             |        |
|      | Léon Blum         |      | 9 april 1872 i Paris             | Ordförande för den provisoriska regeringen 16 december 1946 | 16 januari 1947                                                                         | 30 mars 1950 i Jouy-en-Josas      | Opolitisk             |        |
| Namn | Namn              | Bild | Födelse                          | Tillträde                                                   | Frånträde                                                                               | Död                               | Politisk tillhörighet | Källor |

## Fjärde republiken (1947–1958)
1947 tillträdde Vincent Auriol som den förste franske presidenten på sju år, när presidentämbetet återupprättades och fjärde republiken grundades. Denna varade fram till 1958, då en ny författning antogs, vilken blev grunden för femte republiken.
| Namn | Namn           | Bild | Födelse                 | Tillträde       | Frånträde       | Död                         | Politisk tillhörighet                         | Källor |
| ---- | -------------- | ---- | ----------------------- | --------------- | --------------- | --------------------------- | --------------------------------------------- | ------ |
|      | Vincent Auriol |      | 27 augusti 1884         | 16 januari 1947 | 16 januari 1954 | 1 januari 1966 i Paris      | Franska avdelningen av arbetarinternationalen | [ 1 ]  |
|      | René Coty      |      | 20 mars 1882 i Le Havre | 16 januari 1954 | 8 januari 1959  | 22 november 1962 i Le Havre | Centre national des indépendants et paysans   | [ 1 ]  |
| Namn | Namn           | Bild | Födelse                 | Tillträde       | Frånträde       | Död                         | Politisk tillhörighet                         | Källor |

## Femte republiken (1958–)
I och med antagandet av den nya konstitutionen 1958 grundades femte republiken och denna är den ännu gällande.
| Namn | Namn                     | Bild | Födelse                              | Tillträde      | Frånträde                                                          | Död                                                                | Politisk tillhörighet                                   | Källor |
| ---- | ------------------------ | ---- | ------------------------------------ | -------------- | ------------------------------------------------------------------ | ------------------------------------------------------------------ | ------------------------------------------------------- | ------ |
|      | Charles de Gaulle        |      | 22 november 1890                     | 8 januari 1959 | 28 april 1969                                                      | 9 november 1970 i Colombey-les-Deux-Églises                        | Union pour la nouvelle République (UNR)                 |        |
|      | Alain Poher              |      | 17 april 1909 i Ablon-sur-Seine      | 28 april 1969  | 20 juni 1969                                                       |                                                                    | Demokratiska centern                                    |        |
|      | Georges Pompidou         |      | 5 juli 1911 i Montboudif             | 20 juni 1969   | 2 april 1974 i Île Saint-Louis (dog i tjänst av naturliga orsaker) | 2 april 1974 i Île Saint-Louis (dog i tjänst av naturliga orsaker) | Union pour la défense de la République (UDR)            |        |
|      | Alain Poher              |      |                                      | 2 april 1974   | 27 maj 1974                                                        | 9 december 1996 i Paris                                            | Demokratiska centern                                    |        |
|      | Valéry Giscard d'Estaing |      | 2 februari 1926 i Koblenz i Tyskland | 27 maj 1974    | 21 maj 1981                                                        | 2 december 2020 i Authon, Loir-et-Cher                             | Oberoende republikan Unionen för fransk demokrati (UDF) |        |
|      | François Mitterrand      |      | 26 oktober 1916 i Jarnac             | 21 maj 1981    | 17 maj 1995                                                        | 8 januari 1996 i Paris                                             | Socialistiska partiet (PS)                              |        |
|      | Jacques Chirac           |      | 29 november 1932 i Paris             | 17 maj 1995    | 16 maj 2007                                                        | 26 september 2019 i Paris                                          | Samling för Republiken (RPR) Folkrörelsunionen (UMP)    |        |
|      | Nicolas Sarkozy          |      | 28 januari 1955 i Paris              | 16 maj 2007    | 15 maj 2012                                                        |                                                                    | Folkrörelseunionen (UMP)                                |        |
|      | François Hollande        |      | 12 augusti 1954 i Rouen              | 15 maj 2012    | 14 maj 2017                                                        |                                                                    | Socialistiska partiet (PS)                              | [ 2 ]  |
|      | Emmanuel Macron          |      | 21 december 1977 i Amiens            | 14 maj 2017    | Nuvarande                                                          |                                                                    | En Marche! (EM)                                         | [ 3 ]  |
| Namn | Namn                     | Bild | Födelse                              | Tillträde      | Frånträde                                                          | Död                                                                | Politisk tillhörighet                                   | Källor |